# Romblon (Romblon)
Romblon ist eine philippinische Stadtgemeinde und Hauptstadt der Provinz Romblon, in der Verwaltungsregion IV-B, Mimaropa. Sie hat 38.758 Einwohner (Zensus 1. August 2015). Sie wird als Gemeinde der dritten Einkommensklasse auf den Philippinen und als dörflich eingestuft.
Die Stadtgemeinde Romblom umfasst die gleichnamige Insel Romblon sowie die drei nordwestlich vorgelagerten Nebeninseln Lugbung, Alad und Cobrador (Naguso). Letztere entsprechen jeweils einem Barangay. Die übrigen 28 Barangays liegen auf der Insel Romblon. Davon bilden die mit den römischen Zahlen bezeichneten Barangays Barangay I, Barangay II, Barangay III und Barangay IV den Ort Romblon innerhalb der Gemeinde.
Auf Romblon wurde im 17. Jahrhundert die spanische Festung Fuerza de San Andres fertiggestellt, sie diente zur Kontrolle des Schiffsverkehrs und zur Frühwarnung der spanischen Wachmannschaften auf der Insel, wenn die auf Beutezügen befindlichen Moropiraten, im 17. und 18. Jahrhundert, sich der Insel näherten.
In der Gemeinde befindet sich die School of Agriculture and Environmental Sciences der Romblon State University.

## Baranggays
Die Gemeinde setzte sich 2011 aus 31 Barangays zusammen:
- Agbaluto
- Agbudia
- Agnaga
- Agnay
- Agnipa
- Agpanabat
- Agtongo
- Alad
- Bagacay
- Barangay I
- Barangay II
- Barangay III
- Barangay IV
- Cajimos
- Calabogo
- Capaclan
- Cobrador
- Ginablan
- Guimpingan
- Ilauran
- Lamao
- Li-o
- Logbon
- Lonos
- Lunas
- Macalas
- Mapula
- Palje
- Sablayan
- Sawang
- Tambac

## Söhne und Töchter der Gemeinde
- Dinualdo D. Gutierrez (1939–2019), römisch-katholischer Geistlicher, Bischof von Marbel